# Rittergut Kronsberg

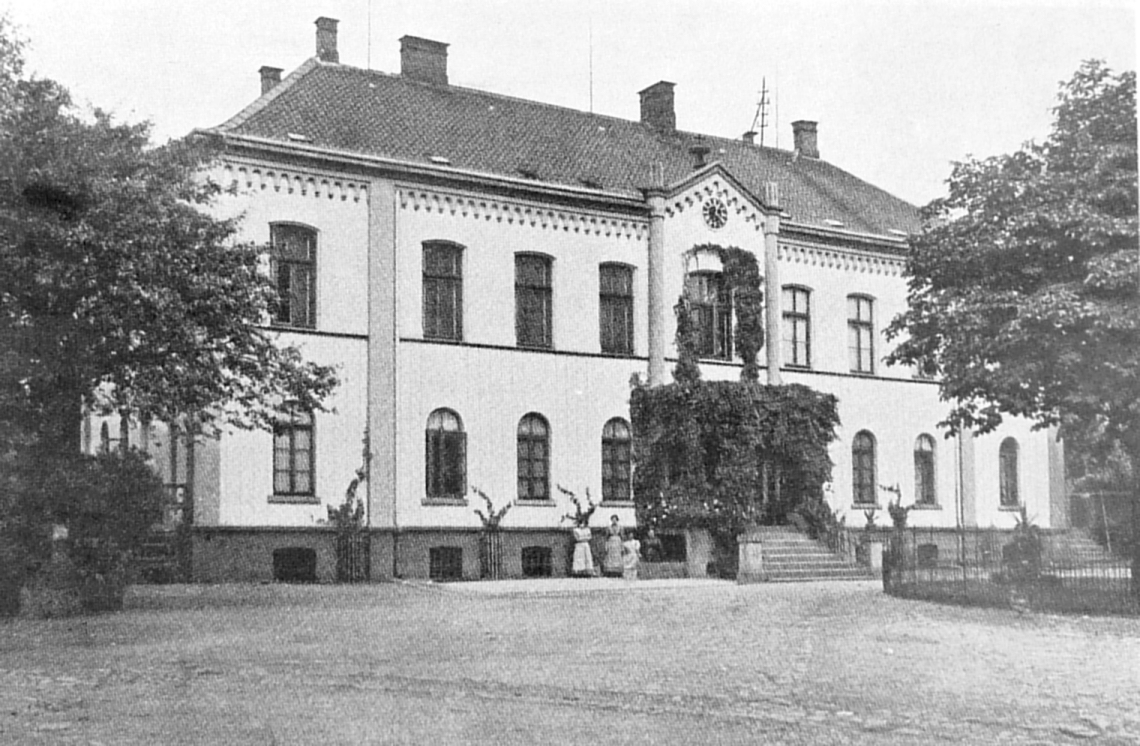
Herrenhaus des Ritterguts Kronsberg (1912)

Das Rittergut Kronsberg befand sich im heutigen Stadtteil Mittelfeld der niedersächsischen Landeshauptstadt Hannover in Niedersachsen. Es entstand 1857 als Gutshof am Kronsberg und wurde 1890 zum  Rittergut. Während des Zweiten Weltkriegs zerstörten im Jahr 1943 Fliegerbomben die Baulichkeiten.
Das Rittergut geht aus einem Gutshof der Familie von Alten in Laatzen hervor, der in der Mitte des 19. Jahrhunderts aus vier Vollmeierhöfen gebildet wurde. Als das Gut durch einen Brand zerstört wurde, erwarb Graf von Alten Ländereien am Kronsberg. Dort richtete er 1857 auf der Westseite der Erhebung ein neues Gut mit Herrenhaus und Wirtschaftsgebäuden ein. Das Gut blieb nicht lange in seinem Besitz, da es bereits Anfang der 1860er Jahre an einen hannoverschen Kaufmann mit dem Namen Jacobsohn verkauft war. Ein weiterer Besitzer war der Amtsrat Gudewill von der Domäne Grohnde. Anfang des 20. Jahrhunderts gehörte das Gut Hermann Kamlah. 
1922 erwarb das Stephansstift aus Hannover das Gut zur Unterbringung von Jugendlichen. Bei den Luftangriffen auf Hannover wurden die Gutsgebäude am 22. September 1943 weitgehend zerstört, wobei drei Jugendliche zu Tode kamen. 

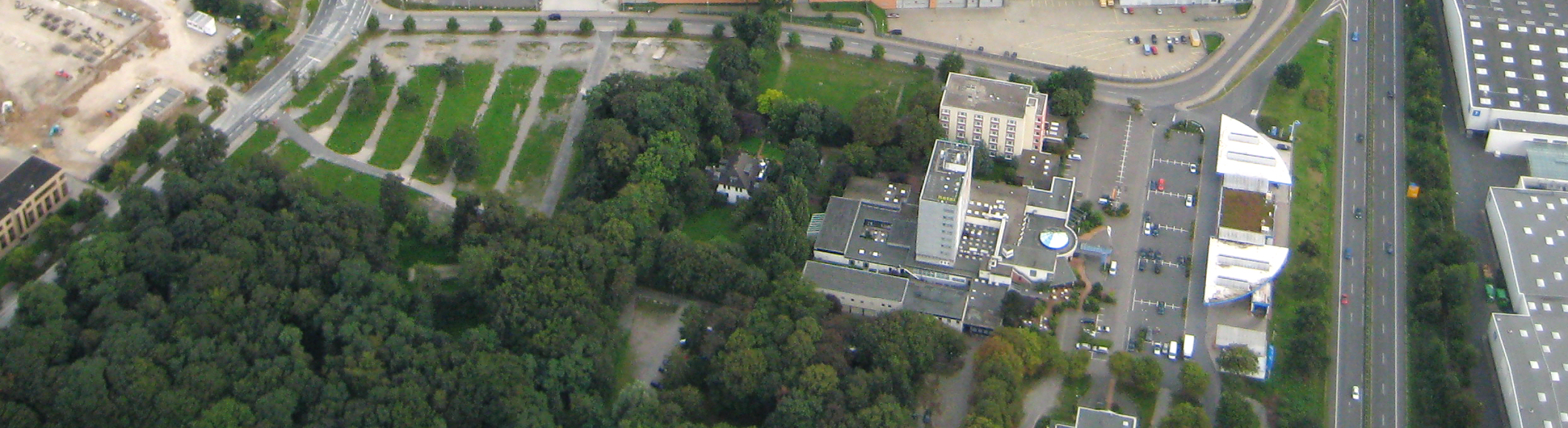
Standort des Gutshofes, heute Messewäldchen und Hotelanlage, rechts der Messeschnellweg und das Messegelände

1961 wurde das Grundstück an die Stadt Hannover verkauft. Darauf eröffnete 1965 das Parkhotel Kronsberg, das unmittelbar am Messeschnellweg liegt. Auf dem früheren Gutsgelände befindet sich ein kleines Waldstück mit der Bezeichnung Messewäldchen. Es ist nach dem Messegelände Hannover benannt, das auf der gegenüberliegenden Seite des Schnellwegs liegt.